# Arno Richter
Arno Richter (* 15. Februar 1907 in Berlin; † 23. März 1979 ebenda) war ein deutscher Kostümbildner, Bühnenbildner und Filmarchitekt.

## Leben und Wirken
Richter hatte seine künstlerische Ausbildung 1923–25 bei Emil Orlik erhalten und als Assistent des Bühnenbildners Rochus Gliese gearbeitet. In dieser Funktion war er unter anderem an diversen Inszenierungen Jürgen Fehlings am Berliner Schauspielhaus am Gendarmenmarkt beteiligt.
1925/26 assistierte Richter dem Architekten-Gespann Röhrig/Herlth bei den Bauten zu F. W. Murnaus Faust-Film, im Jahr darauf Hermann Warm bei Carl Theodor Dreyers legendärer Jeanne-d’Arc-Verfilmung Johanna von Orleans. An der Seite Glieses gab Richter Ende 1929 seinen Einstand als Co-Architekt bei dem Film Die Jagd nach dem Glück. Richter arbeitete in der Folgezeit abwechselnd als Kostümbildner und Filmarchitekt, beides jedoch nur sporadisch und immer wieder begleitet von längeren Unterbrechungen. Vor Kriegsausbruch 1939 kleidete er unter anderem weibliche Spitzenstars wie Zarah Leander, Lilian Harvey, Lída Baarová und Brigitte Horney ein.
Seine Beiträge zum deutschen Tonfilm – Filmbauten wie Kostümdesigns – sind durchgehend hochwertige Entwürfe für A-Filme, darunter Arnold Fancks SOS Eisberg, die Jenny-Jugo-Romanze Mädchenjahre einer Königin und die mit dem NS-Prädikat „staatspolitisch und künstlerisch besonders wertvoll“ ausgezeichnete Großproduktion Robert Koch, der Bekämpfer des Todes. Es sollte Richters letzte in reichsdeutschen Ateliers gedrehte Filmarbeit bleiben, ehe er das Land verließ.
1939 ging er nach Rom und betrieb künstlerische Studien unter Carlo Siviero an der ‘Reale Accademia di Belle Arti’. 1941 beteiligte er sich in Cinecittà noch einmal an Filmbauten (erneut einem Jenny Jugo-Stoff). Nach seinem Kriegsdienst und anschließender Gefangenschaft (1941–46) entschloss sich Richter 1948 zur Auswanderung nach Argentinien. Dort verdiente er sich bis 1955 seinen Lebensunterhalt als Porträtist und Reklamemaler.
Zurück in Deutschland, entwarf Richter für das bundesrepublikanische Unterhaltungskino sowohl Kulissen als auch Kostüme, vorwiegend für gediegene Historienstoffe und gutbürgerliche Premiumunterhaltung. Ab 1959 war Richter auch für das Fernsehen als Szenenbildner aktiv.

## Filmografie
| - 1930: Die Jagd nach dem Glück (Bauten) - 1930: Dreyfus (Bauten) - 1930: Der Mann, der den Mord beging (Bauten) - 1931: Zwei in einem Auto (Bauten) - 1932: Friederike (Bauten) - 1932: Der Rebell (Bauten) - 1933: SOS Eisberg (Bauten) - 1935: Barcarole (Kostüme) - 1935: Hans im Glück (Kostüme) - 1936: Mädchenjahre einer Königin (Kostüme) - 1936: Stadt Anatol (Kostüme) - 1936: Die Nacht mit dem Kaiser (Kostüme) - 1937: Patrioten (Kostüme) - 1937: Zu neuen Ufern (Kostüme) - 1937: Der Maulkorb (Kostüme) - 1938: Capriccio (Kostüme) - 1938: Der Spieler (Kostüme) | - 1938: Tanz auf dem Vulkan (Kostüme) - 1939: Das unsterbliche Herz (Kostüme) - 1939: Robert Koch, der Bekämpfer des Todes (Kostüme) - 1942: Viel Lärm um Nixi (Bauten) - 1955: Teufel in Seide (Bauten) - 1955: Hanussen (Kostüme) - 1956: Anastasia, die letzte Zarentochter (Bauten) - 1957: Das Wirtshaus im Spessart - 1958: Auferstehung (Kostüme) - 1959: Buddenbrooks (Kostüme) - 1959: Der liebe Augustin (Bauten) - 1960: Sturm im Wasserglas (Kostüme) - 1960: Die Botschafterin (Bauten) - 1960: Gustav Adolfs Page (Bauten) - 1962: Kapitän Sindbad (Captain Sindbad) (Requisite) - 1962: Mirandolina (Bauten) (TV) - 1963: Doktor Murkes gesammeltes Schweigen (Bauten) (TV) |